# Quercus lobbii
Quercus lobbii är en bokväxtart som beskrevs av Constantin von Ettingshausen. Quercus lobbii ingår i släktet ekar, och familjen bokväxter. Inga underarter finns listade.